# 밀네에드워즈족제비여우원숭이
밀네에드워즈족제비여우원숭이(Lepilemur edwardsi)는 족제비여우원숭이과에 속하는 여우원숭이의 일종이다. 마다가스카르섬에서 발견된다. 이 종의 자연 서식지는 아열대 또는 열대 기후의 건조한 숲이다. 서식지 감소로 생존에 위협을 받고 있다.